# 8716 Ginestra
8716 Ginestra è un asteroide della fascia principale. Scoperto nel 1995, presenta un'orbita caratterizzata da un semiasse maggiore pari a 3,1505612 UA e da un'eccentricità di 0,1172698, inclinata di 12,84409° rispetto all'eclittica.